# Шефер, Михаэль
Михаэль Шефер (нем. Michael Schäfer; род. 1956) — немецкий пианист, музыкальный педагог.
Известен многочисленными записями редкого камерного репертуара, в числе которых собрание фортепианной музыки Венсана д’Энди (4 альбома), получивший неоднозначную оценку критики альбом фортепианных сочинений Сирила Скотта, сборник фортепианных сонат Эриха Корнгольда, альбомы оригинальных пьес пианистов-виртуозов Леопольда Годовского и Игнаца Фридмана. В многолетнем содружестве со скрипачкой Илоной Тен-Берг Шефер записал полное собрание работ для скрипки и фортепиано Отторино Респиги, сонаты Григория Крейна, Самуила Фейнберга, Сильвио Ладзари, Фолькмара Андре; в 2012 г. внимание критики привлекла премьерная запись двух фортепианных трио Леонида Сабанеева, к участию в которой Шефер и Тен-Берг привлекли виолончелиста Ян Вэньсина.
Преподаёт в Мюнхенской высшей школе музыки, с 1994 года профессор.
Михаэля Шефера не следует путать с его полным тёзкой (род. 1963), составителем ряда популярных в Германии сборников фортепианных пьес для детей.